# Emiliano Díaz
Emiliano Díaz, vollständiger Name Emiliano Mathías Díaz Rondine, (* 29. August 1990 in Montevideo) ist ein uruguayischer Fußballspieler.

## Karriere

### Verein
Der nach Angaben seines Vereins 1,85 Meter große Defensivakteur Díaz war zuvor für die Vereine Defensor, Cerro, Platense und San Francisco (Panamá) aktiv. Er steht mindestens seit der Spielzeit 2012/13 im Erstligakader der Montevideo Wanderers. Während dort in Apertura und Clausura keine Einsätze in der Primera División für ihn verzeichnet sind, wurde er in der Saison 2013/14 in zwölf Ligaspielen (kein Tor) eingesetzt. Mit seiner Mannschaft gewann er die Clausura 2014 und wurde Uruguayischer Vizemeister. In der Spielzeit 2014/15 stand er 20-mal (kein Tor) in der Primera División und dreimal (kein Tor) in der Copa Libertadores 2015 auf dem Platz. Es folgten in der Saison 2015/16 20 Erstligaeinsätze (kein Tor). Während der Spielzeit 2016 wurde er neunmal (kein Tor) in der Liga und fünfmal (kein Tor) in der Copa Sudamericana 2016 eingesetzt. In der laufenden Saison 2016 bestritt er bislang (Stand: 7. August 2017) 14 Erstligabegegnungen (zwei Tore) und vier Spiele (kein Tor) in der Copa Libertadores 2017.

### Erfolge
- Clausura 2014 (Primera División, Uruguay)